# Tampang (Sama Dua)
Tampang is een bestuurslaag in het regentschap Aceh Selatan van de provincie Atjeh, Indonesië. Tampang telt 280 inwoners (volkstelling 2010).